# Адалоалд
Адалоалд (Adaloald, Adalwald; Adulubaldus; * 602 Монца; † сл. 628) е крал на лангобардите (616 – 626).

## Живот
Той е син и наследник на крал Агилулф и на съпругата му Теодолинда. През 604 г. баща му го провъзгласява в Circus за владетел и го сгодява за дъщеря на краля на франките Теодеберт II.
Когато баща му умира, Адалоалд е непълнолетен, затова майка му Теодолинда поема регентството. Скоро показва признаци на малоумие. Лангобардските херцози издигат за крал неговия зет Ариоалд, херцог на Торино. Адалоалд е прогонен, а съдбата му след това, както и тази на майка му, е неизвестна.